# Wilhelm Orlik-Rückemann
Wilhelm Orlik-Rückemann (1894–1986) est un officier général polonais, un des pionniers de la guerre de blindés en Pologne.

## Biographie
Wilhelm Orlik-Rückemann est né le 1er août 1894 à Lemberg, Autriche-Hongrie. En 1912 il commence des études à la faculté des Ponts et Chaussées de l’Université de Technologie de Lwów. Le déclenchement de la Première Guerre mondiale interrompt ses études. En 1914 Orlik-Rückemann s’enrôle dans les Légions Polonaises, où il sert à divers postes de commandement au 6e régiment. Après la « crise du serment (de) », il est conscrit dans l’armée austro-hongroise où il sert au 19e régiment de chasseurs. En 1918, il est diplômé de l’École d’officiers d’infanterie de réserve.

### L’armée polonaise
Le 4 novembre 1918, il rejoint la nouvelle armée polonaise. Au cours de la guerre polono-ukrainienne de 1919 il est fait prisonnier par les Ukrainiens, mais bientôt libéré après la signature d’une alliance entre Pilsudski et Simon Petlioura. Orlik-Rückemann est alors envoyé à l’école des blindés et on lui confie le commandement d’une petite unité  entièrement équipée de chars français FT-17. Au cours de la guerre soviéto-polonaise il est le commandant de chars qui connaît le plus de succès et, à la bataille de Varsovie le 16 août 1920, il est promu colonel et reçoit le commandement du 1er régiment blindé.
Il reste dans l’armée polonaise après la guerre et reste, jusqu’au 1er mai 1927, à la tête du premier régiment blindé. Il est également diplômé de l’École Supérieure de Guerre de Paris. À la suite de la liquidation de son unité, Orlik-Rückemann est transféré au Ministère de la guerre et, en janvier 1928, il est nommé commandant en second de la 23e division d’infanterie.
En février 1932, Orlik-Rückemann est nommé à la tête de la 9e division d’infanterie et l’année suivante, il est promu brigadier général.
En décembre 1938 on lui confie le commandement en second du prestigieux Corps de défense des frontières et le 8 août 1939 il en prend la tête.

### La Campagne de 1939
Peu avant le déclenchement de la Seconde Guerre mondiale, son corps se voit privé de la plupart de ses réserves transférées à l’ouest de la Pologne. Au cours de l’invasion soviétique le 17 septembre, les forces d’Orlik-Rückemann ne peuvent opposer qu’une résistance symbolique à un adversaire disposant d’une supériorité écrasante. Pour éviter la complète destruction de ses forces, Orlik-Rückemann décide de les retirer des 300 kilomètres de la frontière dans la région de Polésie et de percer vers Varsovie et les troupes du Groupe opérationnel indépendant de Polésie du général Franciszek Kleeberg.
Jusqu’au 22 septembre, il parvient à rassembler environ 8 000 hommes et entame sa marche vers Varsovie. D'incessantes escarmouches avec l’Armée rouge et des éléments de la « cinquième colonne » sapent le moral de ses troupes. Pour éviter l’effondrement, il engage une bataille contre les Soviétiques. À la bataille de Szack, le 28 septembre, ses hommes parviennent à mettre en déroute la 52e division de chasseurs soviétique. Le 30 septembre l’unité franchit le Bug et atteint le village de Wytyczno, à 20 kilomètres au sud-est de Włodawa. Le jour suivant, son unité est attaquée par la 45e division de chasseurs soviétique appuyée par des chars et de l’artillerie. Après 15 heures d’intenses combats, les ressources des forces polonaises sont pratiquement épuisées. Orlik-Rückemann décide alors de répartir ses troupes en petits groupes et leur donne l’ordre de rejoindre par elles-mêmes la zone contrôlée par le Groupe opérationnel indépendant de Polésie. La plupart parviennent à destination avec des pertes négligeables.
À la fin de la campagne, Orlik-Rückemann parvient à éviter la captivité et franchit la frontière avec la Lituanie. De là il parvient à gagner la Suède et à la fin octobre 1939 il arrive au Royaume-Uni. Là, il rejoint l’armée polonaise du Gouvernement polonais en exil où il occupe divers postes d’état-major.

### L’après-guerre
De 1945 à 1947 il travaille pour le Corps polonais de réinstallation. Les autorités communistes polonaises lui retirent la citoyenneté polonaise et il reste en exil.
Au début, il vit à Londres et en 1972 il déménage avec sa famille à Ottawa, Canada. 
Wilhelm Orlik-Rückemann décède, le 18 octobre 1986, à Ottawa.

## Décorations
- Croix d’argent de la Virtuti Militari
- Croix de commandeur de la Polonia Restituta
- Croix de la valeur (Krzyż Walecznych) quatre fois
- Croix d’or du mérite (Krzyż Zasługi)
- Croix de l’Indépendance (Krzyż Niepodległości)